# Хижина на краю света
«Хижина на краю света» (англ. «The Cabin at the End of the World») — роман, написанный в 2018 году американским писателем Полом Г. Трембле. Уже на следующий год роман получил Премию Брема Стокера, как лучший роман в жанре ужасов. В 2023 году американский режиссёр М. Найт Шьямалан экранизировал книгу.

## Сюжет
Сорокалетняя однополая пара Эндрю и Эрик и их приемная семилетняя дочь Вэнь покидают свой дом в Кембридже, штат Массачусетс, чтобы провести отпуск в уединенном домике на озере в Нью-Гэмпшире. Когда Вэнь гуляет в лесу к ней подходит большой таинственный мужчина по имени Леонард, который говорит, что ему грустно из-за того, что ему приходится делать, и что ему нужна помощь Вэнь и её родителей, чтобы спасти мир. Они проводят время вместе, ловя кузнечиков, но Вэнь начинает беспокоиться, когда появляются ещё три человека со странным самодельным оружием. Вэнь убегает, чтобы предупредить Эндрю и Эрика.
Гости врываются в хижину и связывают Эндрю и Эрика. Леонард и его спутники — Адриана, Редмонд и Сабрина — утверждают, что никогда не встречались до этого дня и не имеют намерения причинить вред семье, но на прошлой неделе видения и неведомая сила заставили их прийти в эту хижину. Они предвидят грядущий Апокалипсис, в котором, как утверждает Леонард, океаны поднимутся, будет чума, небо упадет и, наконец, опустится бесконечная тьма. Это можно предотвратить только в том случае, если семья убьет одного из них в качестве жертвы. Эндрю и Эрик считают, что все четверо лгут, и нападение кроется в ненависти и заблуждениях.
Когда семья отказывается от выбора, гости проводят странный ритуал, в ходе которого они накрывают голову Редмонда тканевой маской и забивают его до смерти своим оружием. Эрик, получивший сотрясение мозга, считает, что видит светящуюся фигуру, когда Редмонд умирает. По телевидению СМИ сообщают о разрушительных цунами, которые, по словам Леонарда, являются началом Апокалипсиса.
Эндрю приходит к выводу, что Редмонд на самом деле Джефф О’Бэннон, человек, который напал на Эндрю в баре тринадцать лет назад, за что тот попал в тюрьму. Эндрю считает, что О’Бэннон выследил его в отместку, хотя Эрик не уверен, что Редмонд — это О’Бэннон. Леонард, Сабрина и Адриана задаются вопросом, прав ли Эндрю, и борются со своей виной, но утверждают, что верят своим видениям. Они выясняют, что смерть Редмонда временно отложила Апокалипсис.
На следующий день, когда злоумышленники готовятся принести Адриану в жертву, Эндрю сбегает из хижины и достает свой пистолет из машины. Он убивает Адриану, но во время борьбы за пистолет с Леонардом, Вэнь случайно погибает. Опустошенный, Леонард позволяет Эрику и Эндрю связать себя, но говорит, что смерть Вэнь не остановила Апокалипсис, потому что она не была добровольной жертвой, поэтому либо Эрик, либо Эндрю все ещё должен умереть. Эрик начал задаваться вопросом, правдива ли эта история, и у него появляются видения мух, которые заставляют его включить телевизор, который показывает вспышку птичьего гриппа. Эндрю настаивает на том, что катастрофы случайны, и странные гости знали или подстраивали трансляции новостей. Сабрина описывает, как она и другие посетители были движимы своими видениями и навязчивыми желаниями, чтобы найти друг друга в Интернете, выполнить детали своего плана, такие как создание своего оружия, и продолжить движение вперед, когда они хотели сопротивляться. Сабрина решает, что после смерти Вэнь она хочет отказаться от своей задачи. Она убивает Леонарда и предлагает отвести Эрика и Эндрю к машине Редмонда. По телевизору показывают семь спонтанных авиакатастроф, происходящих по всему миру, как бы исполняя предсказание о падении неба.
Пара следует за Сабриной в лес, забирая тело Вэнь. Сабрина находит ключи от машины и пистолет, который спрятал Редмонд. Она говорит Эрику, что ещё есть время, чтобы предотвратить Апокалипсис, а затем совершает самоубийство. Эрик подумывает о том, чтобы покончить с собой, но Эндрю утверждает, что даже если Апокалипсис реален, он отказывается подчиняться Богу, который не считает смерть Вэнь достаточной жертвой. Они решают, что ни один из них не хочет оставить другого в одиночестве, умерев. Убитые горем, Эрик и Эндрю направляются к машине Редмонда с телом Вэнь, решая остаться вместе, несмотря ни на что.

## Прием критиков
Роман получил крайне восторженные отзывы. Писатель Стивен Кинг написал, что роман «наводит на размышления и ужасает». Эндрю Липтак из The Verge написал, что «хорошие страшные истории смотрят на мир вокруг нас, чтобы черпать вдохновение о том, что может пойти не так, а в этой книге Трембле написал историю, которая является не только кошмаром, разворачивающимся на бумаге, но и мрачным отражением времени, в котором мы живем».

## Экранизация
В 2023 году роман был экранизирован. Режиссёром, продюсером и одним из авторов сценария выступил М. Найт Шьямалан. Главные роли исполнили Джонатан Грофф, Бен Элдридж, Дейв Батиста и Руперт Гринт.
Компания «FilmNation Entertainment» подписала контракт с Трембле ещё за год до публикации романа. Стив Десмонд и Майкл Шерман написали первоначальный вариант сценария, а М. Найт Шьямалан в дальнейшем его переписал. Фильм был снят компанией Universal Pictures и вышел в широкий прокат 3 февраля 2023 года.
В отличие от книги, в фильме Вэнь не умирает, однако Эндрю убивает Эрика, принеся его в жертву и, тем самым, остановив Апокалипсис. Другим различием является то, что в фильме порядок смерти Леонарда и Сабрины поменяны местами, а также то. что все гости, кроме Леонарда, были убиты в результате ритуала.